# وایرا
وایرا (به آلمانی: Weira) یک شهر در آلمان است که در زاله-ارلا واقع شده‌است. وایرا ۴۲۱ نفر جمعیت دارد.